# Paul Ranheim
Paul Stephen Ranheim (* 25. Januar 1966 in St. Louis, Missouri) ist ein ehemaliger US-amerikanischer Eishockeyspieler und derzeitiger -trainer, der im Verlauf seiner aktiven Karriere zwischen 1984 und 2003 unter anderem 1049 Spiele für die Calgary Flames, Hartford Whalers, Carolina Hurricanes, Philadelphia Flyers und Phoenix Coyotes in der National Hockey League auf der Position des linken Flügelstürmers bestritten hat.

## Karriere
Paul Ranheim begann seine Karriere 1984 an der University of Wisconsin–Madison in der National Collegiate Athletic Association und war vier Jahre für die Mannschaft aktiv. Danach ging er für die Salt Lake Golden Eagles in der International Hockey League aufs Eis und erzielte dort in 89 Spielen 105 Punkte für Salt Lake. Ranheim war bereits beim NHL Entry Draft 1984 von den Calgary Flames in der zweiten Runde an 38. Position ausgewählt worden, für die er in seiner ersten Profisaison auch fünfmal auflief.
Er gehörte sechs Jahre zum Kader der Flames und blieb mit der Mannschaft in den Play-offs ohne nennenswerte Erfolge, da die Mannschaft bei drei Teilnahmen bereits in der ersten Runde aus dem Wettbewerb ausschied und sich drei weitere Male nicht qualifizieren konnte. Von 1993 bis 1997 ging er für die Hartford Whalers aufs Eis und von 1997 bis 2000 für die Carolina Hurricanes. Obwohl er während fast seiner kompletten Karriere zu den Leistungsträgern seiner jeweiligen Teams zählte und über 1000 NHL-Spiele bestritt, kam er nie mit einer Mannschaft über die erste Play-off-Runde hinaus.
Es folgten die Stationen Philadelphia Flyers und Phoenix Coyotes. Danach beendete er seine Karriere. Im Jahr 2011 begann er als Assistenztrainer im High-School-Eishockeyprogramm der St. Louis Park High School zu arbeiten. Nach zwei Jahren wechselte er in gleicher Position an die Eden Prairie High School.

## Erfolge und Auszeichnungen
| - 1987 WCHA Second All-Star Team - 1988 Broadmoor-Trophy-Gewinn mit der University of Wisconsin–Madison - 1988 WCHA First All-Star Team - 1988 NCAA West First All-American Team | - 1989 Garry F. Longman Memorial Trophy - 1989 Ken McKenzie Trophy - 1989 IHL Second All-Star Team |

### International
- 1986 Bronzemedaille bei der Junioren-Weltmeisterschaft

## Karrierestatistik

### International
Vertrat die USA bei:
- Junioren-Weltmeisterschaft 1986
- Weltmeisterschaft 1990
- Weltmeisterschaft 1992
- Weltmeisterschaft 1997

(Legende zur Spielerstatistik: Sp oder GP = absolvierte Spiele; T oder G = erzielte Tore; V oder A = erzielte Assists; Pkt oder Pts = erzielte Scorerpunkte; SM oder PIM = erhaltene Strafminuten; +/− = Plus/Minus-Bilanz; PP = erzielte Überzahltore; SH = erzielte Unterzahltore; GW = erzielte Siegtore; 1 Play-downs/Relegation; Kursiv: Statistik nicht vollständig)